# Підпілля ОУН у Дніпропетровській області

Зиновій Матла

Підпілля ОУН у Дніпропетровській області (Січеславщина) існувало у 1930—1950-х роках. У роки Другої світової війни була створена підпільна мережа організацій, що боролась проти німецько-нацистського та радянського тоталітарних режимів. В  області діяло як ОУН (б) так і ОУН (м), відомості про останнє мають фрагментальний характер.

## Створення підпілля
Починаючи з 1921 року Українська Військова організація та Організація українських націоналістів намагались поширити  свою діяльність на УРСР. Однак репресивна система НКВС, що діяла на сході не дала змоги створити більш-менш потужного підпілля. 10 травня 1938 р. постановою трійки УНКВС  по Дніпропетровській області за участь  в ОУН до розстрілу було засуджено 6 мешканців Дніпродзержинська: швейцара комунального відділу Дніпродзержинського коксохімічного заводу  Онисима Авраменка, двірника міськкомунгоспу  Арсентія Вовка, тесляра районної електростанції Івана Джуня, слюсаря вагонобудівного заводу  Костянтина Захарченка, робітника того ж заводу Петра Котенка, завідувача  відділу кадрів  міського управління "Водобуд" Якова Щербаківського. Через велику кількість характерних для того часу сфальсифікованих справ не можна встановити чи справді згадані особи належали до ОУН чи були приписані до неї автоматично як і більшість тих хто потрапив під маховик Великого Терору.
З початком  німецько -радянської війни на Наддніпрянщину вирушили похідні групи обох фракцій ОУН. До  Дніпропетровської області рушила південна похідна група  на чолі із  Тимошем Семчишиним ("Річка"). Також до групи входили Зиновій Матла, референт зв'язку Василь Регей ("Кіт"), його сестра А. Регей, зв'язкові О. Венгринович і П. Стадник, ройова Т. Плаксій ("Змійка"), Г. Бійовська, П. Рожко та К. Німець.
Частини похідної групи з'явилися на терені області в серпні 1941 року. 14 серпня  підгрупа П. Рішка увійшла до Кривого Рога, де було створено великий бандерівський осередок до якого увійшли  Я. Потічний,  Д. Горбачов, І. Саляк,  І. Тарнавський, Г. Максимець, а також перекладачі що служили у вермахті  Т. Найдич, Віточинський, М. Войнович, Т. Сендзик та інші.
25 серпня підгрупа З. Матли чисельністю 20—30 чоловік увійшла до Дніпропетровська.  Було створено Крайовий провід Південної України, який очолив Зиновій Матла.
3 вересня 1941 р. відбулась перша нарада проводу. На нараді було вирішено завершити діяльність похідних груп в Південній Україні і перейти до створення підпілля, що мало на меті привернути увагу широких українських мас в боротьбі за Українську Державу.

## Структура підпілля

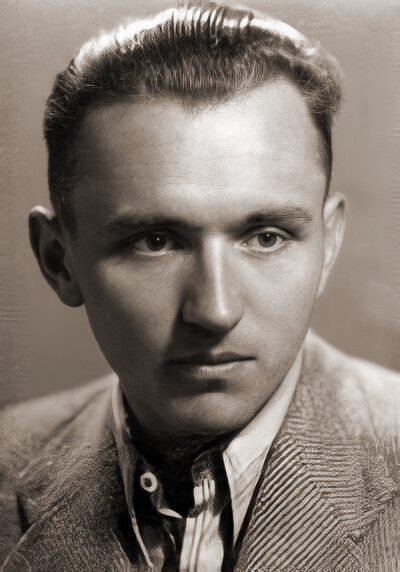
Василь Кук

Крайовий Провід ОУН (б) перебував на конспіративній квартирі по вулиці Короленка 13 і координував підпілля у Кам'янець - Подільській, Вінницькій, Одеській, Дніпропетровській, Запорізькій, Миколаївській, Сталінській, Ворошиловградській областях, а також у Криму,  на Дону і Кубані. З 3 вересня 1941 р. по червень 1942 р. провід очолював Зиновій Матла ("Дніпро" та "Святослав Вовк"), з червня 1942 по листопад 1943 р. — Василь Кук.
Крайовому проводу підпорядковувався обласний , який очолювали: восени 1941 р. Василь Регей, що був заступником голови Дніпропетровської обласної управи, яку очолював член ОУН (б) Панас Олійниченко. Згодом провід очолював Лемко ("Дудка").
Область була поділена на 5 округ: 1)Криворізьку, що координувала підпілля в місті, Криворізькому, Широківському, П'ятихатському та Божедарівському районах. Головою проводу округи були: з вересня по грудень 1941 р. — Сергій Шерстюк (він же голова Криворізького міського проводу і міської управи), з лютого по грудень 1942 р. — Михайло Кривошапка з грудня 1942 по жовтень 1943 р. —  Василь Гадада ("Юрко").  Головою Широківського районного проводу був Григорій Ільченко ("Ворона"), П'ятихатського і Божедарівського — Костянтин Федоряка ("Мороз").
2) Кам'янську, що координувала підпілля Кам'янського, сіл Кам'янської міської ради,Верхньодніпровського, Солонянського та Криничанського районів. Окружний провід та підпілля Кам'янського очолювали - до червня 1942 р. Степан Держко, на початок 1943 р. Василь Гадада ("Юрко", "Чорний") та Іван Полянський ("Кобзар"). Головою проводу Верхньодніпровського району був Леонід Воловик ("Андрій"), Солонянського — Олександр Чорнояренко. 

Федір Вовк

3) Нікопольську, що координувала підпілля в Нікопольському, Апостолівському, Чкаловському та Марганецькому районах. Головами проводу округи були М. Лук'янів, П. Микитенко та підпільник з псевдом "Тиміш". Нікопольським районним провідником Федір Вовк ("Іван Вовчук").
4) Новомосковську (згодом Павлоградську), що координувала підпілля в Новомосковському, Царичанському, Петриківському, Перещепинському, Павлоградському і Петропавлівському районах. Очолював окружний провід Степан Держко.  Петриківський районний провід очолював підпільник "Мороз".
5) Синельниківську під владою якої знаходились підпілля Синельниківського, Межівського і Васильківського районів. Імена провідників невідомі.
За даними офіційного представника Прес-центру УСБУ  у Дніпропетровській області у 1993 р. загальна чисельність оунівського підпілля в області оцінюється у  понад 800 чоловік, підпільні звіти ОУН подають на літо 1943 р. цифру у 5000 разом з організованими симпатиками. Укладений дослідниками П. Хоботом і Д. Куделею іменний покажчик налічує понад 700 встановлених імен підпільників та симпатиків.

## Українське життя на Дніпропетровщині у 1941 - 1943 рр.
Протягом 1941 року на окупованих теренах України починає відроджуватись українське національне життя задушене сталінськими репресіями 1930- х рр. В рейхкомісаріаті Україна було створено 115 україномовних газет як - от "Вільна Україна", невдовзі перейменована на "Дніпропетровську газету" в Дніпропетровську,  "Кам'янські вісті" в Кам'янському,  "Промінь" у Нікополі та "Дзвін" у Кривому Розі. Також виходила підпільна газета  Крайового проводу ОУН (б) "Вісті".
В офіційному діловодстві була запроваджена українська мова. Провулок Петровського у Кривому Розі перейменований на провулок Євгена Коновальця.

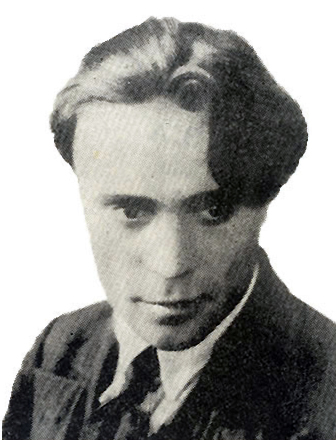
Михайло Пронченко

Організовано мережу підпільних друкарень, зокрема у Нижньодніпровську та Діївці, де друкувалися книжки, листівки, відозви. Так, редколегія  "Дзвону" (Кривий Ріг) видала наприкінці 1941 року збірку козацьких і оунівських пісень "Тризуб".  Редактор "Дзвону" Михайло Пронченко видав власну поетичну збірку  "Кобза".
Також  виникають  осередки товариства "Просвіта" та Українські клуби (створені з ініціативи голови обласної управи проф. Панаса Олійниченка) , що були центром культурного життя: в них ставили театральні вистави, концерти оркестрів, хорів і капел бандуристів, працювали бібліотеки, проводились ігри в шахи і більярд. У Кривому Розі розпорядженням міської управи "Просвіті" передано всі кінотеатри та клуби міста.  Через культурні товариства підпілля впливало на молодь і молодіжні патріотичні організації.  Серед тих, кого вдалось залучити, був молодий поет з с. Романкове Орест Корсовецький.
Для допомоги населенню та військовополоненим червоноармійцям діяв Український Червоний Хрест, після закриття якого у 1942 році  розпочинає діяльність  Товариство "Самодопомога".
Відкривались парафії Української Автокефальної Православної церкви.

## Нацистський терор проти ОУН
Перші арешти підпільників відбулися 16 вересня 1941 р. Були арештовані В. Регей, його сестра А. Регей, Т. Патроник та інші. Загалом 20 осіб. У січні 1942 р. заарештовані і розстріляні підпільники Кривого Рога С. Шерстюк, Ганна Максимець, Михайло Пронченко. Тоді ж  заарештовані Тиміш Семчишин, Я. Потічний, І. Саляк, М. Павлишин тощо.
У жовтні 1942 р. проводились арешти бандерівців в Амур - Нижньодніпровському районі (Ломівка) та Діївці. Серед заарештованих П. Морозенко, Г. Зозуля, В. Нечипоренко, Л. Ларжевський, Й. Василенко, Ю. Марченко та С. Макуха. У жовтні 1943 загинув окружний провідник Криворіжжя В. Гадада. 22 жовтня 1943 р. на шахті імені Валявка розстрілюють  Р. Антоняка, К. Федоряку, Л. Крука, Л. Костюка, П. Юрчика, Власенко, І. Кутька, А. Шабру та О. Зайка.  Перед втечею з Дніпропетровська німці відправили до концтабору Панаса Олійниченка.
Навесні 1942 року на Дніпропетровщину прибувають похідні групи другої хвилі. Серед прибулих  новий крайовий провідник Василь Кук, організаційний референт Петро Дужий ("Арсен") та Євген Стахів. Діє Служба Безпеки ОУН на чолі з Я. Петренком - молодшим (" Граб"), що здійснює відплатну акцію проти шуцманів і старост.  Було вбито шуцмана Василя Пастернака, що видав бандерівське підпілля Кривого Рога,старосту с. Лоцманська Кам'янка Четвертака, винного у відправленні до Німеччини молоді, в Амур - Нижньодніпровському районі розстріляно 4 гестапівців. Керував атентатами  референт СБ при Крайовому Проводі Іван Білик ("Кость"), котрий також провів операції звільнення в'язнів концтаборів Ігрені, Мелітополя та Кривого Рога.

## Дніпропетровці в УПА
Протягом 1943 р. ОУН (б) починає формувати бойові загони, більшість з яких проіснували недовго через безлісу місцевість та активність німецьких каральних органів і радянського підпілля. Більша частина дніпропетровців була відправлена до Холодного Яру на Уманщині та Чорного лісу на Кіровоградщині, де формувались загони УПА. Формуванням повстанських відділів, організацією командування та координацією дій займався провідник Кіровоградщини Осип  Безпалько та П. Дужий, Я. Петренко, в  Холодному Яру Михайло Медвідь ( "Карпович"). Через наступ радянських військ було дано наказ відходити на Захід, де перейти фронт і готуватися до бойових дій. Командувач УПА - Південь полковника "Коваля" Василь Кук віддає наказ йти на Крем'янеччину, де вояки проходили вишкіл і отримували озброєння. Серед тих, хто займався організацією переправлення людей до УПА з  Дніпропетровська у 1943 році, у документах НКВС називаються "Доктор", "Чорний".
Наприкінці жовтня  з обласного центру вирушив утримувач однієї з конспіративних квартир Крайового Проводу, колишній вояк армії УНР Григорій Дудка з дружиною і донькою Лідією, разом з обласним провідником. Окремою підводою їхали  разом з ними підпільник з Нижньодніпровська Олександр Філоненко та машиністка Крайового Проводу галичанка "Маруся". Вони перевозили до УПА літературу, набої, міни. Велику частину вантажу довелось закопати  в полі біля с. Аджамка Кіровоградської області, через напад німецької сторожі.
За наказом організатора мережі ОУН у Нижньодніпровську Степана Макуха ("Романа"), якого СБ визволила з концтабору, на Кіровоградщину вирушила група з 22 - 32 осіб. Діставшись Олександрії на німецьких залізничних платформах, вони вирушили до Голованівського лісу. Групу очолив Петро Дужий.
З Кам'янського у вересні 1943 р. вирушила група, у складі якої були провідник  Верхньодніпровського району Леонід Воловик ("Андрій") , Микола Страшко та група підпільників з Лівобережжя. У дорозі вони зустрілися з групою що вийшла з Карнаухівки і Тритузного на чолі з Володимиром Крамаренком ("Анатолій Буряк") та Володимиром Рапацьким ("Микола Діброва"). Під кінець походу їх було сорок чоловік. Група дісталась Кіровоградщини, але після зустрічі з радянськими партизанами роззосередилась. Більшість групи повернулась назад, але дехто дістався УПА самотужки.
Голова підпілля Широківського району Григорій Ільченко ("Новела") організував і відправив до Умані 5 груп підпільників з сіл району по 6 чоловік у кожній. 30 жовтня 1943 р. Ільченко у складі останньої групи виїхав до УПА. З ним були підпільники В. Санчевський ("Довбуш"), В. Черебило ("Яруга"), В. Шишко,  М. Ващенко ("Нива"). Діставшись Уманщини, група об'єдналася з підпільниками Софіївського району на чолі з Борисом Вороною  ("Юрко"). Не змігши встановити контакт із загоном Сталевого,  дніпропетровці вирушили до Вінниці.
Також восени 1943 р. до УПА дісталися 20 підпільників з Лоц - Кам'янки і Нижньодніпровська під проводом Кирила Ларіна  ("Ліщина").
До складу Української Головної Визвольної Ради увійшли підпільниця з  Дніпропетровська Катерина Мешко  ("Верещак") та її майбутній чоловік референт Крайового проводу Південної України Омелян Логуш. Третім віце - президентом УГВР став Федір Вовк, колишній провідник Нікопольського району. Разом з останнім головнокомандувачем УПА В. Куком була весь час, аж до їхнього арешту його дружина підпільниця з Дніпропетровська Юлія Крюченко ("Оксана").
Дослідник  Володимир Сергійчук  наводить імена 17 дніпропетровців, які були вояками УПА: К. Ларін ("Ліщина"),  В. Варепа ("Незнаний"), О. Голота ("Голота") , С. Добровольський ("Жолудь"), А. Завгородній ("Ластівка"), В. Шамрай ("Ворон"), Г. Радченко ("Дуб"), С. Захарчук ("Голуб"), В. Король ("Карась"), І. Лугвиненко ("Брова"), М. Лазуренко (" Різняк"), М. Сашенко ("Зірка"), Г. Сверид ("Голуб"), В. Соколюк ("Молот"), В. Тряпко ("Голуб"), І. Чуприна  ("Квітень"), О. Коверя ("Корнійчук").

## Радянські репресії проти підпілля
Ще під час окупації радянське підпілля, засилало до ОУН своїх агентів, що повідомляли про діяльність організації.Зокрема  агент "Якорь", перебуваючи в тилу німецьких військ до жовтня 1942 р. зібрав відомості про націоналістичне підпілля в Дніпропетровській, Житомирській, Київській, Кіровоградській та Запорізькій областях. У Кам'янському підпільний міськком КП (б) У  залучив до бандерівського осередку агента Григорія Хистного, який збирав дані про діяльність організації до січня 1943 р., коли через провал партійного підпілля зв'язок із Хистним перервався. У Крайовому Проводі Південної України  на радянські спецслужби  працював провідник Криворіжчини, згодом політичний референт Донбасу М. Кривошапка ("Козик").
Через свою агентуру радянські органи безпеки отримали первинну інформацію про оунівське підпілля та його активістів. Зусиллями агентів було виявлено 57 націоналістичних організацій різного рівня, а під час наступу Червоної армії виявлено й піддано репресіям 153 члени ОУН (б). Це значно полегшило роботу радянських органів державної безпеки із ліквідації націоналістичного підпілля після звільнення території Дніпропетровської області від німецької окупації.
Через свою агентуру радянські органи безпеки отримали первинну інформацію про оунівське підпілля та його активістів. Зусиллями агентів було виявлено 57 націоналістичних організацій різного рівня, а під час наступу Червоної армії виявлено й піддано репресіям 153 члени ОУН (б). Це значно полегшило роботу радянських органів державної безпеки із ліквідації націоналістичного підпілля після звільнення території Дніпропетровської області від німецької окупації.
За даними  документів НКВС, у 2-му кварталі 1944 р. було заарештовано 97 учасників ОУН, а у 3-му кварталі - 123. З цих 123 заарештованих: з Синельниківського району - 19, Дніпродзержинського - 17, Верхньодніпровського - 23, Нікопольського - 10, Широківського - 15, Криворізького - 21.
Протягом 2 кварталу 1944 р.  виявлено і взято на оперативний облік  711 учасників ОУН. З них у Криворізькому районі - 217, Покровському - 96, Магдалинівському - 99, Нікопольському  - 28, Синельниківському - 29, Новомосковському - 19, Верхньодніпровському - 61, Дніпродзержинському - 29, Широківському - 78, Царичанському - 13, Павлоградському - 17, Васильківському - 25. У 3 кварталі - 744. З них по Чкаловському району - 49, Верхньодніпровському - 38, Дніпродзержинському - 82, П'ятихатському - 27, по м. Дніпропетровську - 127,  по Дніпропетровському району - 56, по Криворізькому - 244, Софіївському - 29, Синельниківському - 43, Нікопольському - 49.
За підрахунками дослідників П. Хобота і Д. Куделі, станом на кінець 1944 р. було заарештовано 1680 осіб, запідозрених у належності до ОУН. Ще один дослідник, В. Нікольський подав дещо іншу інформацію. За його підрахунками, протягом 1944 - 1946 рр. на Дніпропетровщині  заарештовано  342 члени ОУН, що склало 1,2 % від загальної кількості по Україні.
За даними Управління СБУ його архіви по Дніпропетровській області зберігають справи на 429 учасників націоналістичного підпілля, заарештованих у післявоєнний час.

## Підпілля ОУН (М)

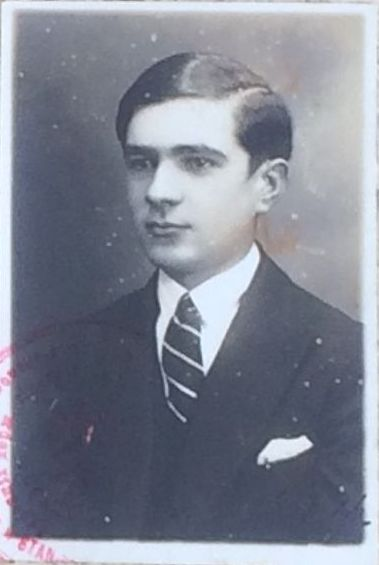
Ярослав Самотовка

Менше відомо про мельниківське підпілля області. Керівником  мельниківців став Ярослав Самотовка, що прибув до Дніпропетровська в складі мельниківської похідної групи і працював в Дніпропетровському українському державному університеті. Як згадував ректор університету Іван Розгін, будинок, де жив Самотовка,  відвідувало чимало місцевих українців Дніпропетровська та області. В червні 1942 р. Я. Самотовка виїхав до Києва і по дорозі біля П'ятихаток був убитий невідомими в поїзді. Новим провідником став кур'єр Боднар з Самбірщини, який застрелився під час арешту німцями в квітні 1943 р. Після його загибелі центр діяльності ОУН (м) перемістився в селище Первомайське на Криворіжжі. Про мельниківців у Дніпродзержинську згадує у своєму звіті керівник партійного підпілля міста Казимир Ляудіс.

## ОУН на Дніпропетровщині у 1945 - 1953
Після розгрому мережі підпілля у 1944 - 1945 роках діяльність ОУН в області здійснювали окремі емісари, як - от "Степ" що склав звіт про поїздку до Дніпродзержинська. Також  учасники підпілля на Заході надсилали  у вантажах пропагандистські матеріали. Так,  2 червня 1948 р. у вагоні що прибув до Дніпропетровської області з Володимир - Волинського мехліспункту серед будівельних деталей було виявлено  бандерівські листівки.  Оунівські брошури були виявлені  і на Павлоградському заводі № 55 27 грудня 1948 р.  у вантажному вагоні, що прийшов з Надвірнянського деревообробного комбінату у Станіславській області.
22 серпня 1950 р. в центральному сквері Дніпродзержинська було виявлено оунівські листівки із закликами до бойкоту російської мови, боротьби під прапором ОУН на чолі з С. Бандерою та звернення до селян із закликом до повстання. Як доповідав секретареві Дніпропетровського обкому А. П. Коротенку начальник облуправління МДБ Сєдов, для організації розшуку розповсюджувачів листівок до Дніпродзержинська було відряджено начальника 2 - го Відділу УМДБ підполковника Іщенка з наданою йому опергрупою.
Відомо також про діяльність ОУН в  Дніпропетровську у 1951 - 1952 роках.